# The Best of Lou Reed & The Velvet Underground
The Best of Lou Reed & The Velvet Underground je kompilační album amerického kytaristy a zpěváka Lou Reeda a skupiny The Velvet Underground, vydané v roce 1995.

## Seznam skladeb
| Pořadí | Název                      | Autor               | Délka |
| ------ | -------------------------- | ------------------- | ----- |
| 1.     | Sunday Morning             | Lou Reed, John Cale |       |
| 2.     | I'm Waiting for the Man    | Reed                |       |
| 3.     | Venus in Furs              | Reed                |       |
| 4.     | Candy Says                 | Reed                |       |
| 5.     | Pale Blue Eyes             | Reed                |       |
| 6.     | Beginning to See the Light | Reed                |       |
| 7.     | Satellite of Love          | Reed                |       |
| 8.     | Nowhere at All             | Reed                |       |
| 9.     | Vicious                    | Reed                |       |
| 10.    | Perfect Day                | Reed                |       |
| 11.    | Walk on the Wild Side      | Reed                |       |
| 12.    | How Do You Think It Feels  | Reed                |       |
| 13.    | Sweet Jane                 | Reed                |       |
| 14.    | White Light/White Heat     | Reed                |       |
| 15.    | Sally Can’t Dance          | Reed                |       |
| 16.    | Wild Child                 | Reed                |       |
| 17.    | I Love You                 | Reed                |       |
| 18.    | Berlin                     | Reed                |       |
| 19.    | Coney Island Baby          | Reed                |       |
| 20.    | I Love You, Suzanne        | Reed                |       |